# Art Official Intelligence: Mosaic Thump
Art Official Intelligence: Mosaic Thump é o quinto álbum de estúdio do grupo De La Soul, lançado em 8 de Agosto de 2000.

## O Disco
O álbum, originalmente, foi planejado para ser um disco triplo, e posteriormente se mudou para um projeto com três diferentes álbuns. Entre os convidados do álbum estão Redman, Tash e J-Ro dos Tha Liks, Xzibit, Busta Rhymes, Mike D e Ad Rock dos Beastie Boys, Busy Bee, Freddie Foxxx e a diva soul Chaka Khan.
Ao contrário do álbum anterior, Stakes Is High, Mosaic Thump colocou o De La Soul novamente nas paradas, graças ao singles, "Oooh" e "All Good". O álbum também foi indicado ao Grammy.
A versão japonesa do álbum tem a arte do mangaka Santa Inoue, um artista de mangá inspirado no hip-hop, proprietário da linha de roupas Santastic! Entertainment.
| Críticas profissionais                                                      | Críticas profissionais |
| Avaliações da crítica                                                       | Avaliações da crítica  |
| Fonte                                                                       | Avaliação              |
| --------------------------------------------------------------------------- | ---------------------- |
| allmusic                                                                    | [ 3 ]                  |
| Entertainment Weekly                                                        | (B+)                   |
| Los Angeles Times                                                           | [ 5 ]                  |
| Neumu                                                                       | [ 6 ]                  |
| Robert Christgau                                                            | (A-)                   |
| Rolling Stone                                                               | [ 8 ]                  |
| The Village Voice                                                           | (A-)                   |
| USA Today                                                                   | [ 10 ]                 |
| Yahoo! Music                                                                | [ 11 ]                 |
| Esta tabela precisa de ser acompanhada por texto em prosa. Consulte o guia. |                        |

## Faixas
1. "Spitkicker.com/Say R." - 1:19
2. "U Can Do (Life)" - 4:23
3. "My Writes" (feat. Tash e J-Ro dos Tha Alkaholiks e Xzibit) - 5:29
4. "Oooh." (feat. Redman) - 5:24
5. "Thru Ya City" (feat. D.V. aliás Khrist) - 3:29
6. "I.C. Y'All" (feat. Busta Rhymes) - 3:21
7. "View" - 4:18
8. "Set The Mood" (feat. Indeed) - 4:23
9. "All Good?" (feat. Chaka Khan) - 4:59
10. "Declaration" - 2:56
11. "Squat!" (feat. Mike D e Ad Rock dos Beastie Boys) - 4:14
12. "Words From The Chief Rocker" (feat. Busy Bee Starski) - 1:01
13. "With Me" - 4:50
14. "Copa (Cabanga)"  - 4:06
15. "Foolin'"  - 4:22
16. "The Art of Getting Jumped" - 3:48
17. "U Don't Wanna B.D.S." (feat. Freddie Foxxx) - 4:13

## Lista de Samples
A lista a seguir mostra as canções e sons sampleados em Art Official Intelligence: Mosaic Thump.
| Faixa                         | Samples |
| ----------------------------- | --- |
| "U Can Do (Life)"             | - "Le Freak" por Chic |
| "Oooh."                       | - Tema de "Operação Dragão" por Lalo Schifrin - "The Greatest Love" por Lee Dorsey - "Damn Right, I Am Somebody" por The J.B.'s                                                                      |
| "Thru Ya City"                | - "Summer in the City" por The Lovin' Spoonful |
| "I.C. Y'All"                  | - "Galaxy" escrito por T. Allen, H. Brown, M. Dickerson, G. Goldstein, L. Jordan, Lee levitin, C. Miller e H. Scott - "Last Night a DJ Saved My Life" por Indeep                                     |
| "Declaration"                 | - "Tru Master" por Pete Rock - "Hoodlum" por Mobb Deep - "Never Seen Before" por EPMD - "Don't See Us" por The Roots                                                                                 |
| "Words from the Chief Rocker" | - "Down By Law" escrito por Brathewaite - letra da canção "Battle at the Dixie" |
| "With Me"                     | - "After the Dance" por Marvin Gaye |
| "Foolin"                      | - "If I Ever Lose this Heaven" por Quincy Jones |
| "The Art of Getting Jumped"   | - "Jump to It" escrito por Luther Vandross - "I Got to Have It" por Ed Og & the Bulldog - "A Dor É Curta E O Nome Comprido" por Odair Cabeça de Poeta e Grupo Capote - "Go Stetsa 1" por Stetsasonic |

## Singles
O "—" representa singles que não apareceram nas paradas.
| Ano  | Single         | Pico                           | Pico            | Pico             | Pico                |
| Ano  | Single         | Bubbling Under Hot 100 Singles | Hot R&B Singles | UK Singles Chart | Hot Dance Club Play |
| ---- | -------------- | ------------------------------ | --------------- | ---------------- | ------------------- |
| 2000 | "Oooh."        | 25                             | 44              | 29               | —                   |
| 2000 | "All Good?"    | —                              | 41              | 33               | 17                  |
| 2001 | "Thru Ya City" | —                              | —               | 90               | —                   |